# Шаріпово (Учалинський район)
Шарі́пово (рос. Шарипово, башк. Шәрип) — присілок у складі Учалинського району Башкортостану, Росія. Входить до складу Тунгатаровської сільської ради.
Населення — 30 осіб (2010; 51 в 2002).
Національний склад:
- башкири — 100%